# Karl Kaspar von Kesselstatt
Karl Kaspar von Kesselstatt (* 1652; † 3. Mai 1723) war Statthalter, Rektor der Universität sowie Präsident des Hofrates in Trier.

## Leben

### Herkunft und Familie
Die Adelsfamilie von Kesselstatt stammte ursprünglich aus dem hessischen Raum, deren gleichnamiges Stammhaus bei Kesselstadt lag. Sie kam im 14. Jahrhundert in den Trierer Raum und brachte zahlreiche Persönlichkeiten in Kirche und Staat hervor.
Karl Kaspar wurde als Sohn des Johann Eberhard von Kesselstatt (* 1621) und seiner Gemahlin Anna Antoinetta von Orsbeck geboren. Diese war eine Schwester des Fürstbischofs Johann Hugo von Orsbeck. Nach dessen Tod im Jahre 1711 erhielt sein Vater vom Erbe seiner Frau große Besitztümer und kam zu großem Ansehen. Karls Bruder war Kasimir Friedrich (1664–1729), der Vater von Joseph Franz (1695–1750, Diplomat und Domherr in Trier) und Johann Hugo Wolfgang (1691–1730, Dompropst in Trier).

### Wirken
Karl Kaspar wurde im Jahre 1662 Domherr in Trier und am 17. August 1682 mit päpstlichem Zuspruch zum Propst in der Stiftskirche St. Paulin in Trier ernannt. Drei Jahre später erhielt er die Ernennung zum Domkantor. Zum Dompropst wurde er am 16. Oktober 1686 ernannt. Damit war er nach dem Fürstbischof der ranghöchste Kleriker.
Im Jahre 1709 übertrug der Trierer Fürstbischof Johann Hugo von Orsbeck das Schloss Bekond an Karl Kaspar, der dieses Wasserschloss ein Jahr später nach den Plänen des kurtrierischen Hofbaumeisters
Philipp Honorius Ravensteyn zum feudalen Schloss der Familie umbauen und erweitern ließ.

### Politische Ämter
- 1700 Rektor der Universität Trier
- kurfürstlich trierischer Geheimer Rat
- 4. April 1698 Statthalter zu Trier und Amtmann in Pfalzel
- 11. November 1714 Präsident des Hofrates in Trier.